# 萨顿胡

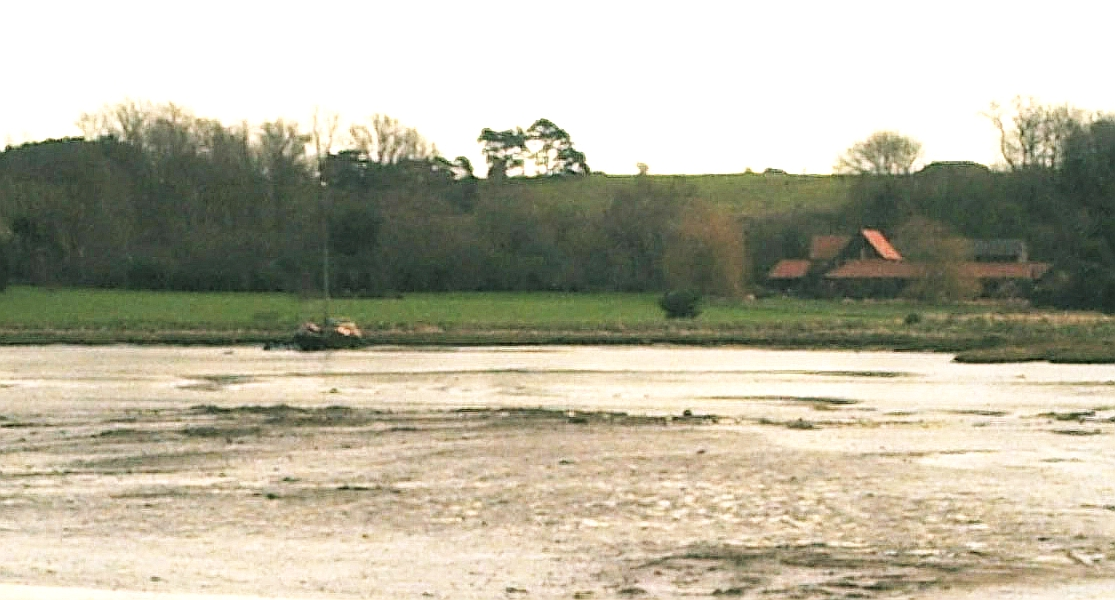
萨顿胡墓地

萨顿胡（英語：Sutton Hoo）是英国英格兰萨福克郡伍德布里奇附近的庄园，内有盎格鲁-撒克逊国王的墓葬。1939年发现，是欧洲最为富丽堂皇的日尔曼式墓葬之一。棺椁是一只船，船裡装满为死者准备后世用的一切物品（但无尸体）。船板已经腐烂，但铆钉尚存。船长24米，高7.6米。据现场发掘钱币判断，很可能为东盎格利亚国王雷德沃尔德的衣冠冢（约624年去世）。但也可能是阵亡的埃塞尔希尔（654年去世）的坟墓。船葬的方式和墓中的一些物品与瑞典相同，因此肯定东盎格利亞王國的祖先是瑞典人。葬地有41件纯金制品和大量进口银器，现藏不列颠博物馆。在一张大银盘上有拜占庭国王阿纳斯塔修斯一世（491年—518年在位）监制的印章，这是英格兰迄今发现的唯一可观的拜占庭古物。此外，刻有希腊文的银碗，银杯和银匙，以及从近东输入的一件青铜器，表明东英吉利国王贸易范围的广泛。